# Coupe du monde masculine de hockey sur gazon 2006
Navigation
Kuala Lumpur 2002 New Delhi 2010
La Coupe du monde de hockey sur gazon masculin de 2006 est la onzième édition de la Coupe du monde de hockey sur gazon masculin et s'est déroulé du 6 au 17 septembre 2006 à Mönchengladbach, en Allemagne.

## Acteurs du tournoi

### Équipes qualifiées
| Compétition                   | Date                     | Lieu                     | Places | Qualifiés                                               |
| ----------------------------- | ------------------------ | ------------------------ | ------ | ------------------------------------------------------- |
| Pays organisateur             | -                        | -                        | 1      | Allemagne                                               |
| Championnat d'Asie 2003       | 21-28 septembre 2003     | Kuala Lumpur, Malaisie   | 1      | Inde                                                    |
| Championnat panaméricain 2004 | 12-23 mai 2004           | London, Canada           | 1      | Argentine                                               |
| Championnat d'Europe 2005     | 28 août-4 septembre 2005 | Leipzig, Allemagne       | 2      | Espagne Pays-Bas                                        |
| Championnat d'Afrique 2005    | 1-8 octobre 2005         | Pretoria, Afrique du Sud | 1      | Afrique du Sud                                          |
| Championnat d'Océanie 2005    | 15-19 novembre 2005      | Suva, Fidji              | 1      | Australie                                               |
| Qualifications                | 12-23 avril 2006         | Changzhou, Chine         | 5      | Nouvelle-Zélande Corée du Sud Angleterre Pakistan Japon |
| Total                         |                          |                          | 12     |                                                         |

## Tour préliminaire

### Groupe A

#### Classement
| Rang | Équipe           | Pts | J | G | N | P | Bp | Bc | Diff |
| ---- | ---------------- | --- | - | - | - | - | -- | -- | ---- |
| 1    | Australie        | 12  | 5 | 4 | 0 | 1 | 18 | 5  | +13  |
| 2    | Espagne          | 11  | 5 | 3 | 2 | 0 | 13 | 7  | +6   |
| 3    | Nouvelle-Zélande | 7   | 5 | 2 | 1 | 2 | 10 | 14 | -4   |
| 4    | Pakistan         | 5   | 5 | 1 | 2 | 2 | 10 | 10 | 0    |
| 5    | Argentine        | 4   | 5 | 1 | 1 | 3 | 5  | 12 | -7   |
| 6    | Japon            | 3   | 5 | 1 | 0 | 4 | 7  | 15 | -8   |

#### Matchs
| 6 septembre 2006 | Argentine | 0 - 3 | Nouvelle-Zélande | Warsteiner HockeyPark |
| 18h30            |           |       |                  |                       |

| 7 septembre 2006 | Pakistan | 4 - 0 | Japon | Warsteiner HockeyPark |
| 16h00            |          |       |       |                       |

| 7 septembre 2006 | Australie | 1 - 3 | Espagne | Warsteiner HockeyPark |
| 18h00            |           |       |         |                       |

| 8 septembre 2006 | Nouvelle-Zélande | 4 - 4 | Pakistan | Warsteiner HockeyPark |
| 16h00            |                  |       |          |                       |

| 8 septembre 2006 | Espagne | 1 - 1 | Argentine | Warsteiner HockeyPark |
| 20h15            |         |       |           |                       |

| 9 septembre 2006 | Japon | 0 - 1 | Nouvelle-Zélande | Warsteiner HockeyPark |
| 17h30            |       |       |                  |                       |

| 9 septembre 2006 | Argentine | 0 - 4 | Australie | Warsteiner HockeyPark |
| 19h30            |           |       |           |                       |

| 10 septembre 2006 | Pakistan | 2 - 2 | Espagne | Warsteiner HockeyPark |
| 12h30             |          |       |         |                       |

| 10 septembre 2006 | Australie | 3 - 1 | Japon | Warsteiner HockeyPark |
| 17h30             |           |       |       |                       |

| 11 septembre 2006 | Espagne | 3 - 1 | Nouvelle-Zélande | Warsteiner HockeyPark |
| 14h00             |         |       |                  |                       |

| 11 septembre 2006 | Argentine | 1 - 0 | Pakistan | Warsteiner HockeyPark |
| 18h00             |           |       |          |                       |

| 12 septembre 2006 | Australie | 1 - 7 | Nouvelle-Zélande | Warsteiner HockeyPark |
| 14h00             |           |       |                  |                       |

| 12 septembre 2006 | Japon | 4 - 3 | Argentine | Warsteiner HockeyPark |
| 16h00             |       |       |           |                       |

| 13 septembre 2006 | Japon | 2 - 4 | Espagne | Warsteiner HockeyPark |
| 14h00             |       |       |         |                       |

| 13 septembre 2006 | Australie | 3 - 0 | Pakistan | Warsteiner HockeyPark |
| 20h30             |           |       |          |                       |

### Groupe B

#### Classement
| Rang | Équipe         | Pts | J | G | N | P | Bp | Bc | Diff |
| ---- | -------------- | --- | - | - | - | - | -- | -- | ---- |
| 1    | Allemagne      | 11  | 5 | 3 | 2 | 0 | 12 | 5  | +7   |
| 2    | Corée du Sud   | 11  | 5 | 3 | 2 | 0 | 8  | 5  | +3   |
| 3    | Pays-Bas       | 10  | 5 | 3 | 1 | 1 | 16 | 9  | +7   |
| 4    | Angleterre     | 6   | 5 | 2 | 0 | 3 | 10 | 10 | 0    |
| 5    | Afrique du Sud | 2   | 5 | 0 | 2 | 3 | 4  | 13 | -9   |
| 6    | Inde           | 1   | 5 | 0 | 1 | 4 | 7  | 15 | -8   |

#### Matchs
| 6 septembre 2006 | Allemagne | 3 - 2 | Inde | Warsteiner HockeyPark |
| 15h30            |           |       |      |                       |

| 6 septembre 2006 | Corée du Sud | 3 - 2 | Pays-Bas | Warsteiner HockeyPark |
| 20h30            |              |       |          |                       |

| 7 septembre 2006 | Inde | 2 - 3 | Angleterre | Warsteiner HockeyPark |
| 14h00            |      |       |            |                       |

| 7 septembre 2006 | Pays-Bas | 2 - 0 | Afrique du Sud | Warsteiner HockeyPark |
| 20h15            |          |       |                |                       |

| 8 septembre 2006 | Angleterre | 0 - 1 | Corée du Sud | Warsteiner HockeyPark |
| 18h00            |            |       |              |                       |

| 9 septembre 2006 | Afrique du Sud | 1 - 1 | Inde | Warsteiner HockeyPark |
| 13h00            |                |       |      |                       |

| 9 septembre 2006 | Allemagne | 2 - 2 | Pays-Bas | Warsteiner HockeyPark |
| 15h15            |           |       |          |                       |

| 10 septembre 2006 | Angleterre | 1 - 2 | Allemagne | Warsteiner HockeyPark |
| 14h45             |            |       |           |                       |

| 10 septembre 2006 | Corée du Sud | 2 - 2 | Afrique du Sud | Warsteiner HockeyPark |
| 17h00             |              |       |                |                       |

| 11 septembre 2006 | Inde | 1 - 2 | Corée du Sud | Warsteiner HockeyPark |
| 16h00             |      |       |              |                       |

| 11 septembre 2006 | Pays-Bas | 4 - 3 | Angleterre | Warsteiner HockeyPark |
| 20h15             |          |       |            |                       |

| 12 septembre 2006 | Allemagne | 5 - 0 | Afrique du Sud | Warsteiner HockeyPark |
| 18h00             |           |       |                |                       |

| 12 septembre 2006 | Inde | 1 - 6 | Pays-Bas | Warsteiner HockeyPark |
| 20h00             |      |       |          |                       |

| 13 septembre 2006 | Corée du Sud | 0 - 0 | Allemagne | Warsteiner HockeyPark |
| 16h20             |              |       |           |                       |

| 13 septembre 2006 | Afrique du Sud | 1 - 3 | Angleterre | Warsteiner HockeyPark |
| 18h30             |                |       |            |                       |

## Phase finale
|  | Demi-finales         | Demi-finales         |                        |       | Finale               | Finale               |
|  | Demi-finales         | Demi-finales         |                        |       | Finale               | Finale               |
|  |                      |                      |                        |       |                      |                      |
|  | 15 septembre à 17:30 | 15 septembre à 17:30 |                        |       | 17 septembre à 15:30 | 17 septembre à 15:30 |
|  | 15 septembre à 17:30 | 15 septembre à 17:30 |                        |       | 17 septembre à 15:30 | 17 septembre à 15:30 |
|  | [A1] Australie       | 4                    |                        |       | 17 septembre à 15:30 | 17 septembre à 15:30 |
|  | [A1] Australie       | 4                    |                        |       | 17 septembre à 15:30 | 17 septembre à 15:30 |
|  | [B2] Corée du Sud    | 2                    |                        |       | 17 septembre à 15:30 | 17 septembre à 15:30 |
|  | [B2] Corée du Sud    | 2                    | Australie              | 3     |                      |                      |
|  | 15 septembre à 20:15 |                      | Australie              | 3     |                      |                      |
|  |                      | Allemagne            | 4                      |       |                      |                      |
|  | [B1] Allemagne       | Allemagne            | 4                      | 2 (3) |                      |                      |
|  | [B1] Allemagne       |                      |                        | 2 (3) |                      |                      |
|  | [A2] Espagne         | 2 (1)                |                        |       |                      |                      |
|  | [A2] Espagne         | 2 (1)                | Match pour la 3e place |       |                      |                      |
|  |                      |                      |                        |       |                      |                      |
|  | 17 septembre à 13:00 |                      |                        |       |                      |                      |
|  |                      |                      |                        |       |                      |                      |
|  | Corée du Sud         | 2                    |                        |       |                      |                      |
|  | Corée du Sud         | 2                    |                        |       |                      |                      |
|  | Espagne              | 3                    |                        |       |                      |                      |
|  | Espagne              | 3                    |                        |       |                      |                      |

### Demi-finale
| 15 septembre 2006 | Australie | 4 - 2 | Corée du Sud | Warsteiner HockeyPark |
| 17h30             |           |       |              |                       |

| 15 septembre 2006 | Allemagne | 2 - 2 | Espagne | Warsteiner HockeyPark |
| 20h15             |           |       |         |                       |

### Match pour la troisième place
| 17 septembre 2006 | Corée du Sud | 2 - 3 | Espagne | Warsteiner HockeyPark |
| 13h00             |              |       |         |                       |

### Finale
| 17 septembre 2006 | Australie                            | 3 - 4   | Allemagne                                   | Warsteiner HockeyPark                 |                                       |
| 15h30             | Knowles 19e · Naylor 25e · Elder 28e | (2 - 1) | 18e 54e Zeller · 46e Fürste · 49e Emmerling | Arbitrage : Henrik Ehlers John Wright | Arbitrage : Henrik Ehlers John Wright |